# Třída Gabbiano
Třída Gabbiano byla třída korvet italského královského námořnictva. Celkem byla dokončeno 43 ze šedesáti rozestavěných korvet této třídy. Ve službě byly v letech 1942–1980. Účastnily se bojů druhé světové války. Po italské kapitulaci většinu plavidel ukořistilo Německo a zařadilo je do Kriegsmarine. Celkem 21 válku přeživších korvet provozovalo nově ustavené Italské námořnictvo.

## Stavba

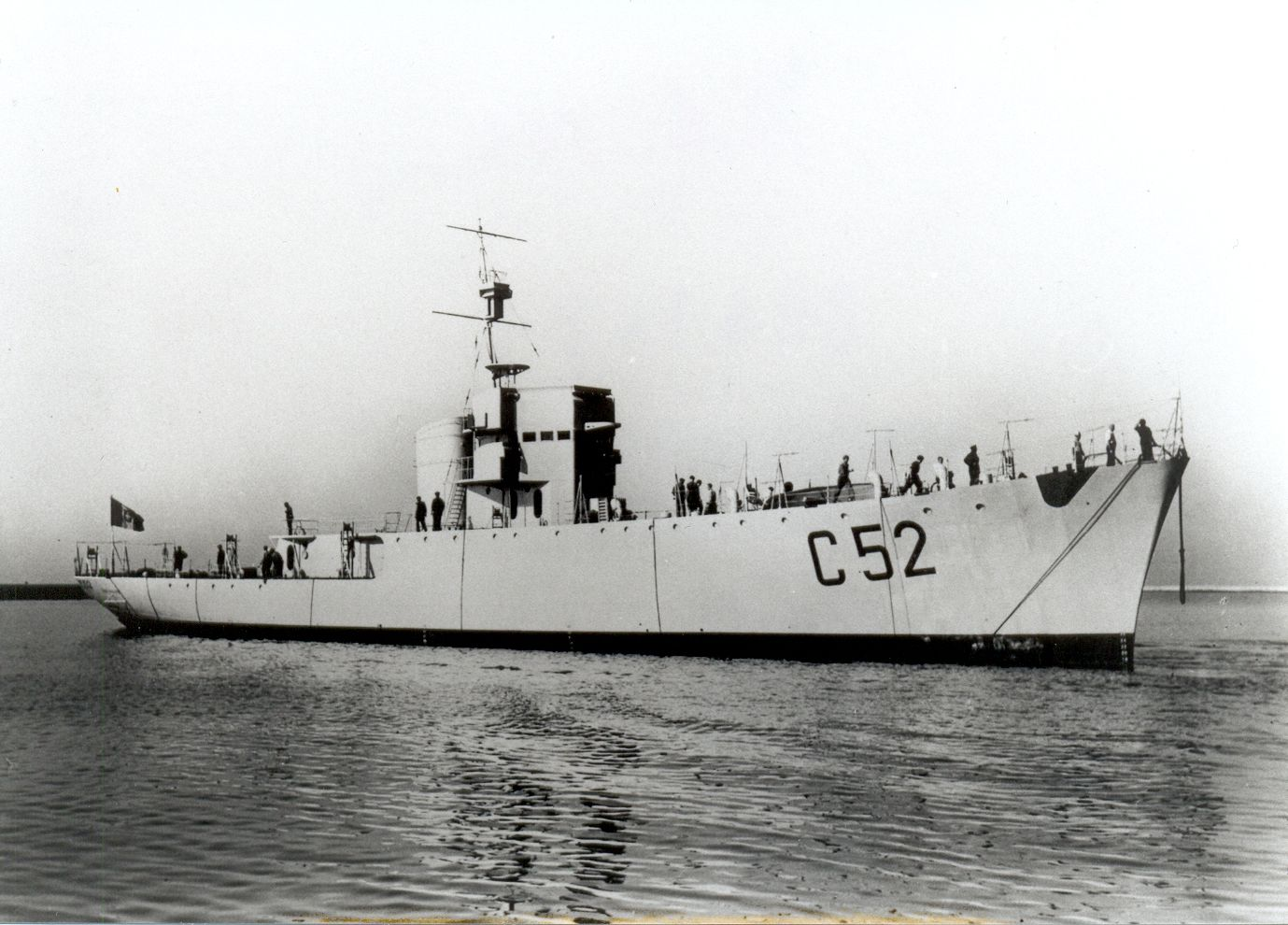
Rozestavěná korveta Marangone (C52)

Korvety této třídy byly vyvinuty za druhé světové války jako jednoduchá eskortní plavidla, která bylo možno stavět ve velkých počtech. Vznikla úspěšná konstrukce mající dobré vlastnosti pro službu ve Středozemním moři. Celkem bylo objednáno šedesát korvet této třídy. Do jejich stavby se zapojily italské loděnice Ansaldo v Janově, Breda v Porto Marghera, Cerusa ve Voltri, CRDA v Monfalcone a v Terstu, Navalmeccanica v Castellamare di Stabia a OTO v Livornu. Do italské kapitulace v září 1943 bylo do služby přijato 28 jednotek.
Po kapitulaci byla část plavidel (včetně těch rozestavěných) potopena vlastními posádkami. Další se Němcům podařilo zajmout, včetně mnoha ještě nedokončených. Do Kriegsmarine byly zařazeny čtyři již hotové italské korvety (Antilope, Artemide, Camoscio a Vespa) a dalších deset se jim podařilo dokončit: Alce, Bombarda, Capriolo, Carabina, Colubrina, Marangone, Melpomene, Renna, Spingarda a Tuffetto.
Jednotky třídy Gabbiano:
| Jméno                          | Loděnice         | Založení kýlu | Spuštěna           | Vstup do služby | Status |
| ------------------------------ | ---------------- | ------------- | ------------------ | --------------- | --- |
| Alce (C23)                     | OTO              | 1942          | 5. prosince 1942   |                 | Dne 9. září 1943 nedokončená zajata Němci. Dokončena jako UJ6084. Dne 24. dubna 1945 v Janově potopena vlastní posádkou. |
| Antilope (C19)                 | OTO              | 1942          | 9. května 1942     | listopad 1942   | Dne 9. září 1943 zajata Němci. Provozována jako UJ6082. Dne 16. srpna 1944 západně od Toulonu potopena americkým torpédoborcem USS Endicott. |
| Ape (C25)                      | Navalmeccanica   | 1942          | 22. listopadu 1942 | květen 1943     | Od roku 1953 trupové číslo F567. Od roku 1965 mateřská loď speciálních jednotek (A5328). Vyřazena 1980. |
| Ardea (C54)                    | Ansaldo          | 1943          | –                  | –               | Dne 9. září 1943 nedokončená zajata Němci. Přejmenována na UJ2225. |
| Artemide (C39)                 | CRDA, Monfalcone | 1942          | 10. srpna 1942     | říjen 1942      | Dne 9. září 1943 zajata Němci. Provozována jako na UJ2226. Dne 24. dubna 1945 v Janově potopena vlastní posádkou. |
| Baionetta (C34, ex Partigiana) | Breda            | 1942          | 5. října 1942      | květen 1943     | Od roku 1953 trupové číslo F578. Vyřazena 1971. |
| Berenice (C66)                 | CRDA, Monfalcone | 1942          | 20. května 1943    | září 1943       | Dne 9. září 1943 při pokusu o únik z Tarentu potopena německým dělostřelectvem. |
| Bombarda (C38)                 | Breda            | 1942          | 10. února 1944     | 1944            | V září 1943 nedokončená zajata Němci. Dokončena jako UJ206. Dne 4. dubna 1944 v Benátkách poškozena spojeneckým letectvem a 25. dubna 1945 potopena vlastní posádkou. Po válce vyzvednuta a opravena. Zařazena 21. dubna 1951. Od roku 1953 trupové číslo F549. Vyřazena 1978. |
| Calabrone (C30)                | Navalmeccanica   | 1942          | 27. června 1943    | –               | V září 1943 potopena, aby nebyla ukořistěna Němci. |
| Camoscio (C21)                 | OTO              | 1942          | 9. května 1942     | duben 1943      | Dne 9. září 1943 zajata Němci. Provozována jako UJ6081. Dne 17. srpna 1944 jihovýchodně od Toulonu potopena americkým torpédoborcem USS Sommers. |
| Capriolo (C22)                 | OTO              | 1942          | 5. prosince 1942   | září 1943       | Dne 9. září 1943 nedokončená zajata Němci. Dokončena jako UJ6083. Dne 24. dubna 1945 v Janově potopena vlastní posádkou. |
| Carabina (C37)                 | Breda            | 1942          | 31. srpna 1943     |                 | Dne 9. září 1943 nedokončená zajata Němci. Dokončena jako UJ207. V únoru 1944 v Benátkách potopena spojeneckým letectvem. |
| Cavalletta (C31)               | Navalmeccanica   | 1942          | –                  | –               | Stavba zrušena, sešrotována. |
| Cervo (C56)                    | OTO              | 1943          | –                  | –               | Dne 9. září 1943 nedokončená zajata Němci. Přejmenována na UJ6086. |
| Chimera (C48)                  | CRDA, Terst      | 1942          | 30. ledna 1943     | květen 1943     | Od roku 1953 trupové číslo F569. Vyřazena 1977. |
| Cicala (C29)                   | Navalmeccanica   | 1942          | 27. června 1943    | –               | V září 1943 potopena, aby nebyla ukořistěna Němci. |
| Cicogna (C15)                  | Ansaldo          | 1942          | 12. října 1942     | leden 1943      | Dne 24. července 1943 v Messině poškozena britským letectvem a najela na břeh. |
| Clava (C63)                    | Breda            | 1942          | –                  | –               | Stavba zrušena, sešrotována. |
| Cocciniglia (C61)              | Navalmeccanica   | 1943          | –                  | –               | Stavba zrušena, sešrotována. |
| Colubrina (C35)                | Breda            | 1942          | 7. prosince 1942   | leden 1944      | Dne 9. září 1943 nedokončená zajata Němci. Dokončena jako UJ205. Dne 27. března 1944 v Benátkách potopena spojeneckým letectvem. |
| Cormorano (C13)                | Cerusa           | 1942          | 20. září 1942      | březen 1943     | Od roku 1953 trupové číslo F575. Vyřazena 1971. |
| Crisalide (C58)                | Navalmeccanica   | 1943          | 8. prosince 1947   | 25. září 1952   | Od roku 1953 trupové číslo F547. Vyřazena 1972. |
| Daino (C55)                    | OTO              | 1943          | –                  | –               | Dne 9. září 1943 nedokončená zajata Němci. Přejmenována na UJ26087. |
| Danaide (C44)                  | CRDA, Terst      | 1942          | 21. října 1942     | únor 1943       | Od roku 1953 trupové číslo F563. Vyřazena 1968. |
| Driade (C43)                   | CRDA, Terst      | 1942          | 7. října 1942      | leden 1943      | Od roku 1953 trupové číslo F568. Vyřazena 1966. |
| Egeria (C67)                   | CRDA, Monfalcone | 1943          | 3. července 1943   | leden 1944      | Dne 9. září 1943 potopena, aby nebyla ukořistěna Němci. Vyzvednuta a dokončena jako UJ201. |
| Euridice (C70)                 | CRDA, Monfalcone | 1943          | 12. března 1944    | –               | Dne 11. září 1943 nedokončená zajata Němci. Přejmenována na UJ204. |
| Euterpe (C41)                  | CRDA, Monfalcone | 1942          | 22. října 1942     | leden 1943      | Dne 9. září 1943 potopena, aby nebyla ukořistěna Němci. |
| Farfalla (C59)                 | Navalmeccanica   | 1943          | 4. ledna 1948      | 10. února 1953  | Od roku 1953 trupové číslo F548. Vyřazena 1971. |
| Fenice (C50)                   | CRDA, Terst      | 1942          | 1. března 1943     | červen 1943     | Od roku 1953 trupové číslo F577. Vyřazena 1965. |
| Flora (C46)                    | CRDA, Terst      | 1942          | 1. prosince 1942   | duben 1943      | Od roku 1953 trupové číslo F572. Vyřazena 1970. |
| Folaga (C16)                   | Ansaldo          | 1942          | 14. listopadu 1942 | únor 1943       | Od roku 1953 trupové číslo F576. Vyřazena 1965. |
| Gabbiano (C11)                 | Cerusa           | 1942          | 23. června 1942    | říjen 1942      | Od roku 1953 trupové číslo F571. Vyřazena 1971. |
| Gazzella (C20)                 | OTO              | 1942          | 9. května 1942     | únor 1943       | Dne 5. srpna 1943 severně od Sardinie potopena minou. |
| Grillo (C28)                   | Navalmeccanica   | 1942          | 21. března 1943    | –               | V září 1943 potopena, aby nebyla ukořistěna Němci. |
| Gru (C18)                      | Ansaldo          | 1942          | 23. prosince 1942  | duben 1943      | Od roku 1953 trupové číslo F566. Vyřazena 1971. |
| Ibis (C17)                     | Ansaldo          | 1942          | 12. prosince 1942  | duben 1943      | Od roku 1953 trupové číslo F561. Vyřazena 1971. |
| Libellula (C32)                | Navalmeccanica   | 1942          | –                  | –               | Stavba zrušena, sešrotována. |
| Lucciola (C27)                 | Navalmeccanica   | 1942          | 21. března 1943    | –               | Dne 13. září 1943 potopena, aby nebyla ukořistěna Němci. |
| Maggiolino (C60)               | Navalmeccanica   | 1943          | –                  | –               | Stavba zrušena, sešrotována. |
| Marangone (C52)                | Ansaldo          | 1942          | 16. září 1943      | srpen 1944      | Dne 9. září 1943 nedokončená zajata Němci. Dokončena jako UJ2223. Dne 18. srpna 1944 v Janově potopena spojeneckým letectvem. |
| Melpomene (C68)                | CRDA, Monfalcone | 1943          | 29. srpna 1943     | duben 1944      | Dne 11. září 1943 nedokončená zajata Němci. Dokončena jako UJ202. Dne 1. listopadu 1944 v Zadaru potopena britskými eskortními torpédoborci HMS Avon Vale a HMS Wheatland. |
| Minerva (C42)                  | CRDA, Monfalcone | 1942          | 5. listopadu 1942  | únor 1943       | Od roku 1953 trupové číslo F562. Vyřazena 1969. |
| Pellicano (C14)                | Cerusa           | 1942          | 12. února 1943     | březen 1943     | Od roku 1953 trupové číslo F574. Vyřazena 1969. |
| Persefone (C40)                | CRDA, Monfalcone | 1942          | 21. září 1942      | listopad 1942   | Dne 9. září 1943 potopena, aby nebyla ukořistěna Němci. |
| Pomona (C45)                   | CRDA, Terst      | 1942          | 18. listopadu 1942 | duben 1943      | Od roku 1953 trupové číslo F573. Vyřazena 1965. |
| Procellaria (C12)              | Cerusa           | 1942          | 4. září 1942       | listopad 1942   | Dne 31. ledna 1943 západně od Sicílie potopena minou. |
| Renna (C24)                    | OTO              | 1942          | 5. prosince 1942   | září 1944       | Dne 9. září 1943 nedokončená zajata Němci. Dokončena jako UJ6085. Dne 4. září 1944 v Janově potopena spojeneckým letectvem. |
| Scimitarra (C33)               | Breda            | 1942          | 16. září 1942      | květen 1943     | Od roku 1953 trupové číslo F564. Vyřazena 1971. |
| UJ209 (ex Scure, C62)          | Breda            | 1943          | –                  | –               | Stavba zahájena už pod německým dohledem. |
| Sfinge (C47)                   | CRDA, Terst      | 1942          | 9. ledna 1943      | květen 1943     | Od roku 1953 trupové číslo F579. Vyřazena 1977. |
| Sibilla (C49)                  | CRDA, Terst      | 1942          | 10. března 1943    | červen 1943     | Od roku 1953 trupové číslo F565. Vyřazena 1973. |
| Spingarda (C36)                | Breda            | 1942          | 22. března 1943    | duben 1944      | Dne 11. září 1943 nedokončená zajata Němci. Dokončena jako UJ208. Dne 1. listopadu 1944 v Zadaru potopena britskými eskortními torpédoborci HMS Avon Vale a HMS Wheatland. |
| Stambecco (C57)                | OTO              | 1943          | –                  | –               | Dne 9. září 1943 nedokončená zajata Němci. Přejmenována na UJ6088. |
| Strolaga (C53)                 | Ansaldo          | 1943          | 19. září 1943      | duben 1944      | Dne 9. září 1943 nedokončená zajata Němci. Přejmenována na UJ2224. |
| Tersicore (C69)                | CRDA, Monfalcone | 1943          | 16. října 1943     | –               | Dne 11. září 1943 nedokončená zajata Němci. Přejmenována na UJ203. |
| Tuffetto (C51)                 | Ansaldo          | 1943          | 25. srpna 1943     | březen 1944     | Dne 9. září 1943 nedokončená zajata Němci. Dokončena jako UJ2222. Dne 24. dubna 1945 v Janově potopena vlastní posádkou. |
| Urania (C65)                   | CRDA, Monfalcone | 1942          | 21. dubna 1943     | srpen 1943      | Od roku 1953 trupové číslo F570. Vyřazena 1971. |
| Vespa (C26)                    | Navalmeccanica   | 1942          | 22. listopadu 1942 | září 1943       | Dne 11. září 1943 nedokončená zajata Němci. Provozována jako UJ2221. Dne 24. dubna 1945 v Janově potopena vlastní posádkou. |
| Zagaglia (C64)                 | Breda            | 1944          | –                  | –               | Stavba zrušena, sešrotována. |

## Konstrukce

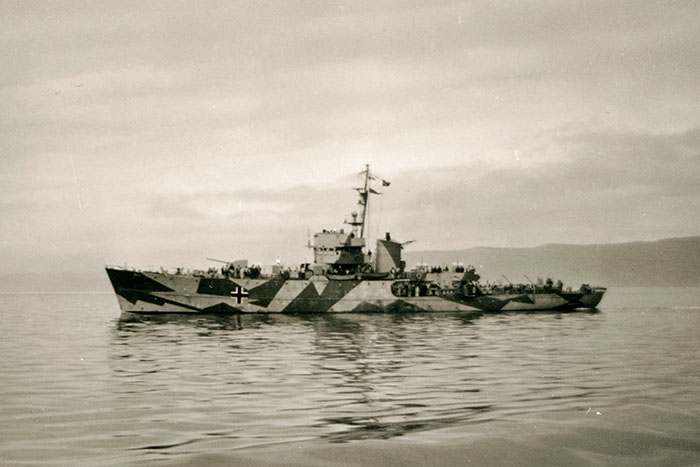
Německá korveta UJ201 (ex Egeria, C67)

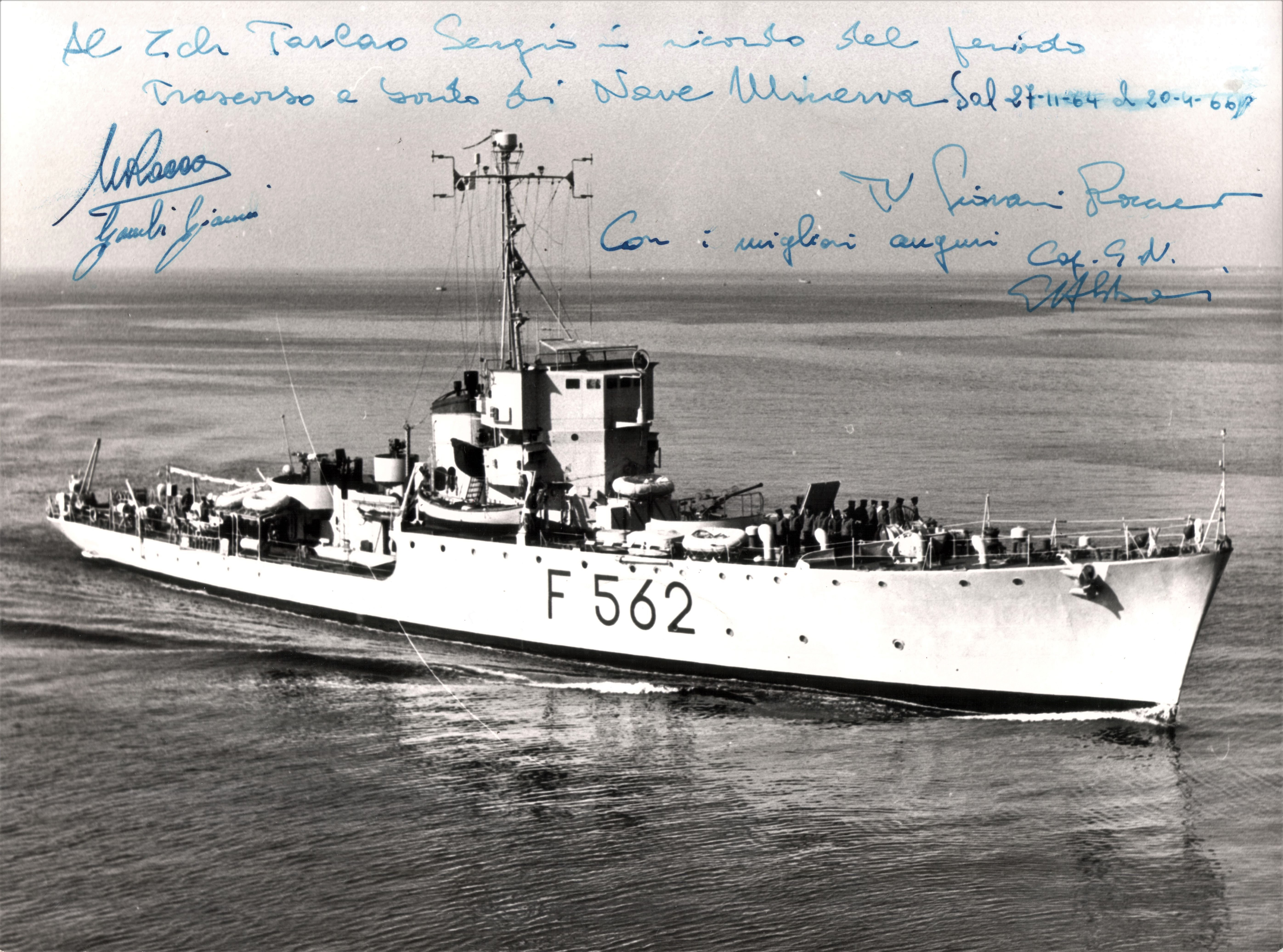
Poválečná podoba korvety Minerva (F562, ex C42)

Výzbroj představoval jeden 102mm kanón, sedm 20mm kanónů, dva 450mm torpédomety a deset vrhačů hlubinných pum. Pohonný systém tvořily dva diesely o výkonu 3500 bhp, pohánějící dva lodní šrouby. Nejvyšší rychlost dosahovala 18 uzlů. Dosah byl 3000 námořních mil při rychlosti patnáct uzlů. Korvet (vyjma jednotek Bombarda a Carabina) byly rovněž vybaveny dvěma pomocnými elektromotory o výkonu 300 hp, které umožňovaly tiché vyhledávání ponorek při rychlosti šesti uzlů. V tomto režimu baterie vystačily na vzdálenost 16 námořních mil.

### Modifikace
Druhou světovou válku přeživší korvety (devatenáct jednotek, další tři byly dokončeny po válce) byly zbaveny protiponorkové výzbroje a sloužily pouze k hlídkování. K protiponorkovému boji byly opět vybaveny v letech 1951–1952. Obvyklou hlavňovou výzbroj tehdy tvořil jeden 100mm kanón, dva 40mm kanóny a dva 20mm kanóny. Vybavení bylo rozšířeno o radar.
V letech 1951–1956 byly korvety modernizovány. Deset plavidel (Ape, Chimera, Cormorano, Danaide, Fenice, Flora, Pellicano, Pomona, Sibilla a Sfinge) bylo klasifikováno jako protiletadlové korvety a neslo čtyři 40mm kanóny, dva 450mm torpédomety, jeden salvový vrhač hlubinných pum Hedgehog, dva spouštěče a čtyři vrhače hlubinných pum. Od standardu se mírně odlišovala Pomone, která si do roku 1959 ponechala 100mm kanón a společně s korvetou Sibilla neměla oba spouštěče hlubinných pum. Výzbroj ostatních (protiponorkových) korvet se lišila pouze instalací poloviny 40mm kanónů. Od standardu se lišila korveta Scimitarra, která neměla oba spouštěče hlubinných pum a dále korvety Bombarda a Gabbiano, jež si ponechaly oba 20mm kanóny. U obou skupin byl změněn tvar můstku a byly odstraněny jejich pomocné elektromotory.
Korvety Ape byla roku 1965 upravena na mateřskou loď speciálních jednotek (trupové číslo A5328). Její výzbroj byla omezena na dva 20mm kanóny.